# Stethopristes
Stethopristes is een monotypisch geslacht van straalvinnige vissen uit de familie van parazenen (Parazenidae).

## Soort
- Stethopristes eos Gilbert, 1905